# Exposition nationale suisse de 2002
 (février 2011).
Si vous disposez d'ouvrages ou d'articles de référence ou si vous connaissez des sites web de qualité traitant du thème abordé ici, merci de compléter l'article en donnant les références utiles à sa vérifiabilité et en les liant à la section « Notes et références ».
L'Exposition nationale suisse de 2002 (Expo.02) eut lieu du 15 mai 2002 au 20 octobre 2002 autour des lacs de Bienne, de Neuchâtel et de Morat, dans les villes de Bienne, de Neuchâtel, d'Yverdon-les-Bains, de Morat et sur un bateau naviguant sur les trois lacs.
Il est de tradition en Suisse de faire le point sur l'état du pays, sur le plan politique, social, démographique, etc. tous les 25 ans environ au moyen d'une exposition nationale[réf. nécessaire] : Zurich 1883, Genève 1896, Berne 1914, Zurich 1939 et Lausanne 1964.

## Histoire

### Chronologie
- 1995, le Conseil fédéral décide de faire une exposition nationale en 2001 et de choisir la région des trois lacs.
- 1996, président Francis Matthey
- 3 mars 1997, directrice Jacqueline Fendt, directrice artistique Pipilotti Rist
- 26 janvier 1999, directrice Nelly Wenger, directeur artistique Martin Heller
- Conférence de presse de la Direction artistique qui présente les projets en cours de développement. À la suite de cette conférence, le Conseil Fédéral décide de maintenir la manifestation, mais de reporter l'ouverture à 2002.
- Fin 1999, président Franz Steinegger
- 14 mai 2002, ouverture
- 20 octobre 2002, clôture

Expo.01
En 1995, le Conseil Fédéral attribue l'organisation de la sixième exposition nationale au Pays des Trois-Lacs écartant le projet présenté par le Canton du Tessin et celui présenté en 1994 par le Canton de Genève sous le nom de Swiss Expo '98. En 1997, Jacqueline Fendt, qui vient d'être nommée à la Présidence de la Direction Générale lance une Campagne Participative afin que toutes les personnes intéressées puissent proposer un projet d'exposition. L'artiste Pipilotti Rist, nommée à la tête de la Direction artistique continuera dans cette voie et lancera le concept d'Arteplage, domaine d'exposition en rive du lac qui seront entièrement démontés à la fin de la manifestation.
En 1998, quatre concours d'architectures sont lancés pour la conception des quatre Arteplages. En 1999, les équipes sont connues :
- Arteplage d'Yverdon-les-Bains : Extasia (réunion temporaire des bureaux : Morphing Systems (Zurich), Diller&Scofidio (New York) Vehovar and Jauslin (Zurich) et West 8 (Rotterdam)
- Arteplage de Neuchâtel : Multipack (réunion temporaire des bureaux : GMS, Jacques Sbriglio, Atelier Oï et Aurel design urbain[1])
- Arteplage de Bienne : Coop Himmelb(l)au (Vienne)
- Arteplage de Morat : Atelier Jean Nouvel (Paris) et Gauer Itten Messerli (Berne)

Expo.02
En 1999, le projet d'Expo.01 est en danger, son financement n'est pas assuré et le projet prend du retard. C'est Nelly Wenger qui est nommée à la Direction technique et Martin Heller à la Direction Artistique. En automne, le Conseil fédéral maintient la réalisation de l'Expo, exige son report d'une année accompagné de mesures d'assainissements.
Arteplages
Les Arteplages sont une invention d'Expo.02. Le concept d'Expo.02 n'était pas de développer des expositions à l'intérieur d'une halle, mais bien de créer des territoires d'expositions en rive des lacs des quatre villes hôtes. L'Arteplage du Jura, cinquième hôte d'Expo.02, était un Arteplage mobile installé sur une barge naviguant sur les trois lacs.
Avec l'entreprise générale Batigroup, Jean-Luc Sandoz conçoit et réalise le tablier bois des plateformes Offshores qui seront posées sur les lacs de Neuchâtel et de Bienne pour recevoir les Pavillons de l’expo éphémère. Réalisée en bois local, toute la structure bois sera démontée et réutilisée après la période d’expo.

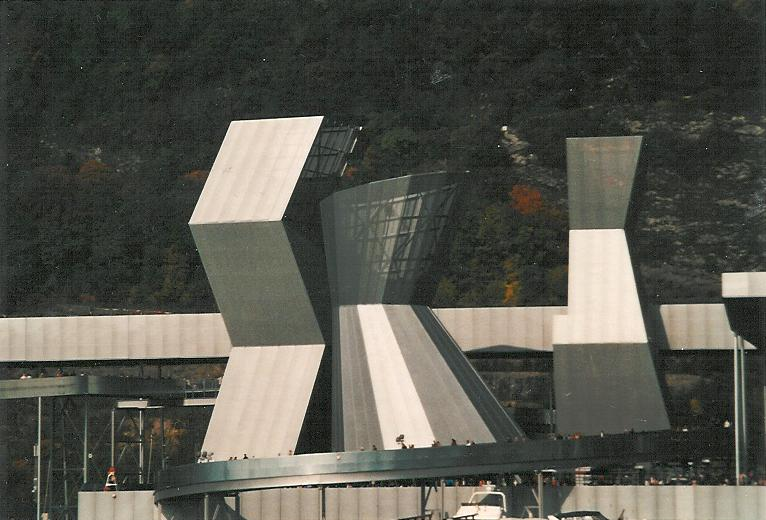
Les Tours de Bienne

### Arteplage de Bienne
Sur l'Arteplage de Bienne, ce sont les thématiques de la relation à l'argent, à l’État, de la communication qui sont traitées.
- Symbole : les trois tours
- Concept Design : Coop Himme(l)blau, Wien et Gerbert, Liechti, Schmid Architekten AG
- Paysagistes : Zulauf, Seipel, Schweingruber

Expositions
- Argent et valeur - le dernier tabou
- Bien travailler, bien s'amuser
- Cyberhelvetia.ch
- Empire of Silence
- Happy End
- Leben, Lust und Lohn
- Nouvelle DestiNation
- Strangers in Paradise
- SWISH
- Territoire imaginaire
- Viv(r)e les frontières

Projets artistiques
- Klangturm : une des trois tours de l'Arteplage, un instrument de musique géant
  - Projection d'un film sur un écran d'eau
  - Le théâtre Mummenschanz
  - Le bâtiment du théâtre a une seconde vie, il a été déplacé à Villars-sur-Glâne.

### Neuchâtel
Nature et Artifice
- Ada - l'espace intelligent[2]
- Aua extrema
- Beaufort 12

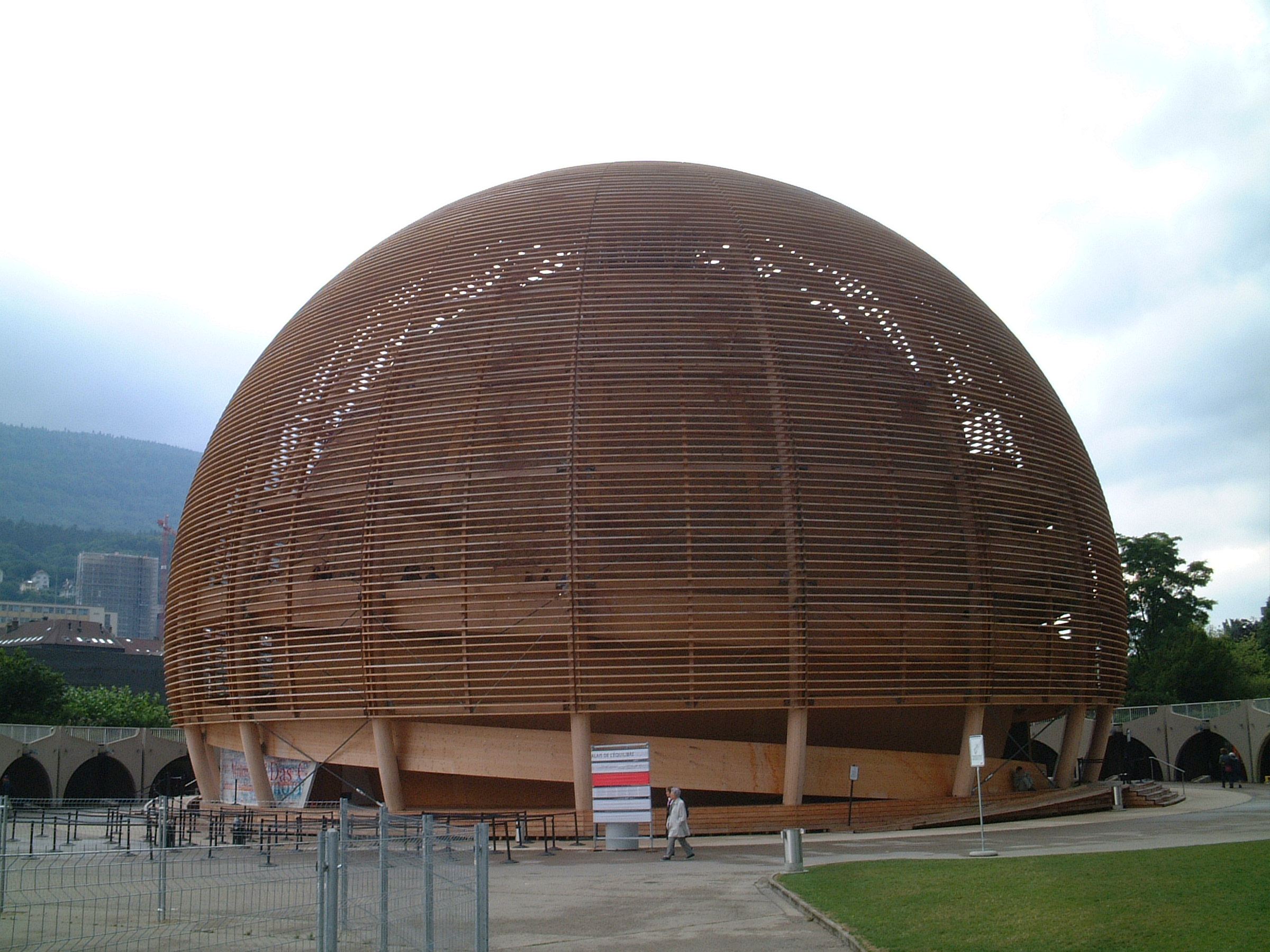
Le Palais de l'Équilibre (actuel Globe de l'innovation)

- Biopolis (actuellement à Boudry dans le canton de Neuchâtel)
- Magie de l'énergie
- Manna
- Palais de l’Équilibre
- Robotics

### Yverdon-les-Bains
- Moi et l'Univers
- Onoma, voyage au pays des noms
- Circuit
- Kids.expo

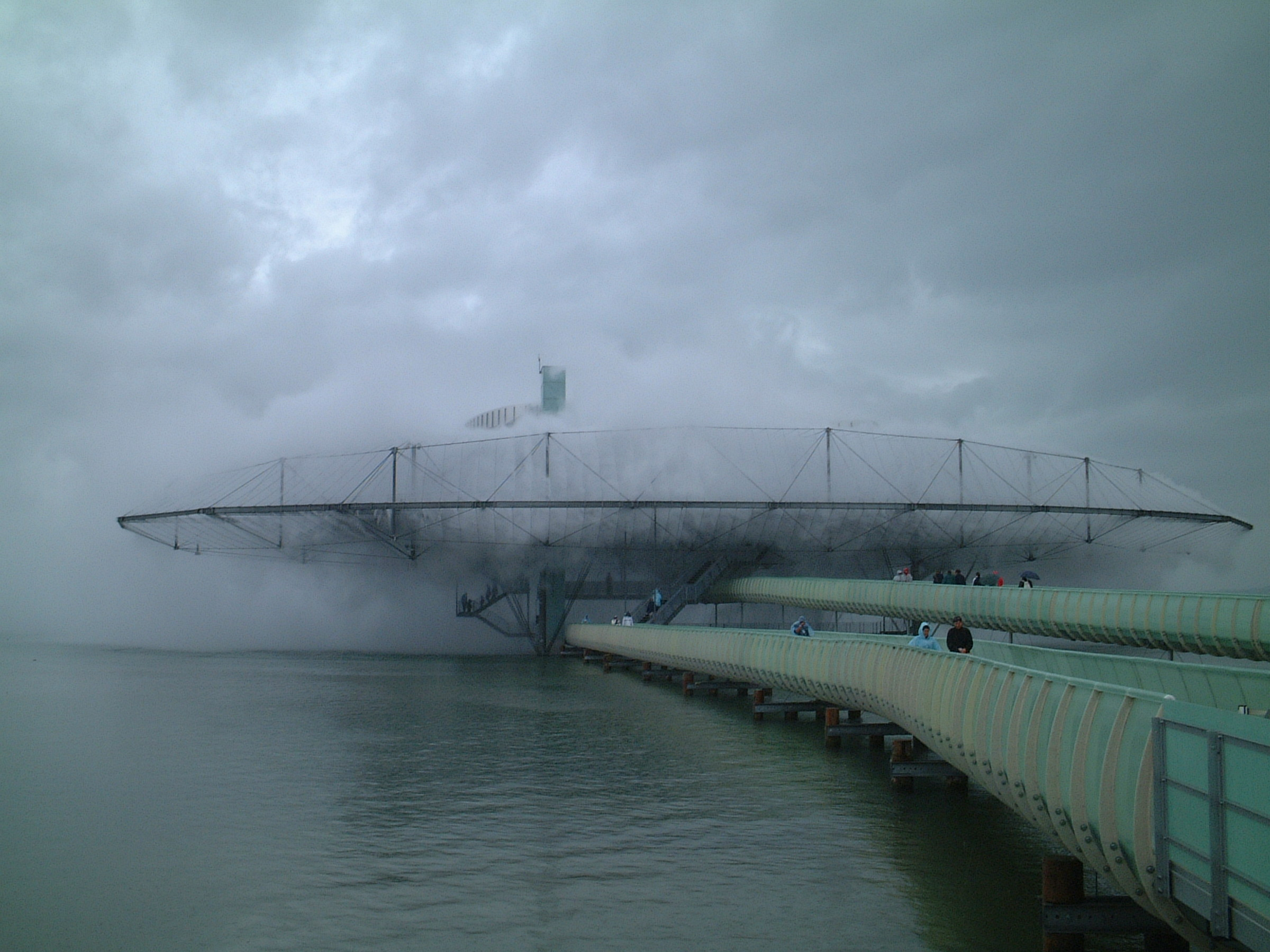
Le nuage "Blur" à Yverdon-les-Bains

- Le Jardin d'Éden - Fascination Santé
- Le premier regard
- Oui!
- Signaldouleur
- SwissLove
- Wer bin ich ?

### Morat
- Instant et Éternité
- Blindekuh[3]
- Die Werft
- Expoagricole
- Heimatfabrik
- Le jardin de la violence

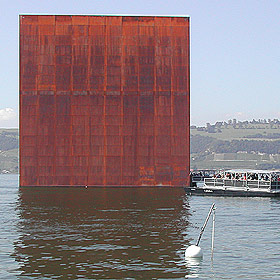
Le monolithe à Morat.

- Le Panorama de la bataille de Morat dans le monolithe de Jean Nouvel
- Hors-Sol